# Episodi di Have Gun - Will Travel (quinta stagione)
La quinta stagione della serie televisiva Have Gun - Will Travel è andata in onda negli Stati Uniti dal 16 settembre 1961 al 2 giugno 1962 sulla CBS.
| nº | Titolo originale             | Prima TV USA      |
| -- | ---------------------------- | ----------------- |
| 1  | The Vigil                    | 16 settembre 1961 |
| 2  | The Education of Sarah Jane  | 23 settembre 1961 |
| 3  | The Revenger                 | 30 settembre 1961 |
| 4  | Odds for Big Red             | 7 ottobre 1961    |
| 5  | A Proof of Love              | 14 ottobre 1961   |
| 6  | The Gospel Singer            | 21 ottobre 1961   |
| 7  | The Race                     | 28 ottobre 1961   |
| 8  | The Hanging of Aaron Gibbs   | 4 novembre 1961   |
| 9  | The Piano                    | 11 novembre 1961  |
| 10 | Ben Jalisco                  | 18 novembre 1961  |
| 11 | The Brothers                 | 25 novembre 1961  |
| 12 | A Drop of Blood              | 2 dicembre 1961   |
| 13 | A Knight to Remember         | 9 dicembre 1961   |
| 14 | Blind Circle                 | 16 dicembre 1961  |
| 15 | The Kid                      | 23 dicembre 1961  |
| 16 | Squatter's Rights            | 30 dicembre 1961  |
| 17 | Lazarus                      | 6 gennaio 1962    |
| 18 | Justice in Hell              | 13 gennaio 1962   |
| 19 | Mark of Cain                 | 20 gennaio 1962   |
| 20 | The Exiles                   | 27 gennaio 1962   |
| 21 | The Hunt                     | 3 febbraio 1962   |
| 22 | Dream Girl                   | 10 febbraio 1962  |
| 23 | One, Two, Three              | 17 febbraio 1962  |
| 24 | The Waiting Room             | 24 febbraio 1962  |
| 25 | The Trap                     | 3 marzo 1962      |
| 26 | Don't Shoot the Piano Player | 10 marzo 1962     |
| 27 | Alice                        | 17 marzo 1962     |
| 28 | The Man Who Struck Moonshine | 24 marzo 1962     |
| 29 | Silent Death, Secret Death   | 31 marzo 1962     |
| 30 | Hobson's Choice              | 7 aprile 1962     |
| 31 | Coming of the Tiger          | 14 aprile 1962    |
| 32 | Darwin's Man                 | 21 aprile 1962    |
| 33 | Invasion                     | 28 aprile 1962    |
| 34 | Cream of the Jest            | 5 maggio 1962     |
| 35 | Bandit                       | 12 maggio 1962    |
| 36 | Pandora's Box                | 19 maggio 1962    |
| 37 | Jonah and the Trout          | 26 maggio 1962    |
| 38 | The Knight                   | 2 giugno 1962     |

## The Vigil
- Prima televisiva: 16 settembre 1961
- Diretto da: Andrew V. McLaglen
- Scritto da: Shimon Wincelberg

### Trama
- Guest star: Mary Fickett (Adella Forsyth), George Kennedy (Deke), Dan Stafford (Reamer), Kam Tong (Kim "Hey Boy" Chan)

## The Education of Sarah Jane
- Prima televisiva: 23 settembre 1961

### Trama
- Guest star: Kam Tong (Kim "Hey Boy" Chan), Duane Eddy (Carter Whitney), Jean Engstrom (Sarah Jane Darrow)

## The Revenger
- Prima televisiva: 30 settembre 1961

### Trama
- Guest star: Kam Tong (Kim "Hey Boy" Chan), Russell Arms (maggiore Ralph Turner), Rayford Barnes (Jelly Wilson), Harry Carey, Jr. (sceriffo Conlon), Anthony Caruso (Solomon), Tom Conway, Shug Fisher (Altman), Janet Lake (Mrs. Turner), Bud Osborne

## Odds for Big Red
- Prima televisiva: 7 ottobre 1961

### Trama
- Guest star: Kam Tong (Kim "Hey Boy" Chan), Hope Holiday (Big Red), Richard Ney (Guy Fremont), Virginia Capers (Ada), Ollie O'Toole (Cory), Robert Karnes (Potter), Perry Cook (Ernie)

## A Proof of Love
- Prima televisiva: 14 ottobre 1961
- Diretto da: Richard Boone

### Trama
- Guest star: Kam Tong (Kim "Hey Boy" Chan), Charles Bronson (Henry Grey), Chana Eden (Callie), George Kennedy (Rud Saxon), Jack Marshal (Musician), Shirley O'Hara (Mrs. Grey)

## The Gospel Singer
- Prima televisiva: 21 ottobre 1961
- Diretto da: Byron Paul
- Scritto da: Robert E. Thompson

### Trama
- Guest star: Suzi Carnell (Melissa (Melissa Griffin), John McLiam (sindaco Harper), Ed Peck (Sims), Roy Engel (Barber), Brad Weston (Will Durbin), Noah Keen (Harry Durbin), Kam Tong (Hey Boy), Herman Hack (cittadino), Ethan Laidlaw (cittadino), Bert Madrid (cittadino), Hal Needham (Hooligan)

## The Race
- Prima televisiva: 28 ottobre 1961

### Trama
- Guest star: Ben Johnson (Sam Crabbe), Michael Pate (Tamasun), Stewart East

## The Hanging of Aaron Gibbs
- Prima televisiva: 4 novembre 1961
- Diretto da: Richard Boone
- Scritto da: Robert E. Thompson

### Trama
- Guest star: Roy Barcroft (Marshal), Barry Cahill (Perrell), Rupert Crosse (Aaron Gibbs), Stewart East (Mullaney), Edward Faulkner (Harden), Hal Needham (Turner), Odetta (Sarah Gibbs), Peggy Rea (Widow)

## The Piano
- Prima televisiva: 11 novembre 1961
- Diretto da: Richard Donner
- Scritto da: Barry Trivers

### Trama
- Guest star: Kam Tong (Kim "Hey Boy" Chan), Keith Andes (Franz Lister), Antoinette Bower (Sybil), Gertrude Flynn (Mona), Arny Freeman (Freddie), Erin Leigh (ragazza), Richard Reeves (Jerris)

## Ben Jalisco
- Prima televisiva: 18 novembre 1961
- Diretto da: Andrew V. McLaglen
- Scritto da: Harry Julian Fink

### Trama
- Guest star: Charles Bronson (Ben Jalisco), Coleen Gray (Lucy Jalisco), John Litel (sceriffo John Armsteader), Chuck Roberson (Carly), Rick Silver (Will Tay), Lane Chandler (John Tay)

## The Brothers
- Prima televisiva: 25 novembre 1961

### Trama
- Guest star: Kam Tong (Kim "Hey Boy" Chan), Stewart East (Rider), Buddy Ebsen (Bram Holden), Edward Faulkner, Paul Hartman (Possum Corbin), Hal Needham, Peggy Stewart (Edna Raleigh)

## A Drop of Blood
- Prima televisiva: 2 dicembre 1961
- Diretto da: Richard Donner
- Scritto da: Shimon Wincelberg

### Trama
- Guest star: Kam Tong (Kim "Hey Boy" Chan), Roxane Berard (Rivka Shotness), Martin Gabel (Nathan Shotness), Regina Gleason (Viola), Noah Keen (Billy Buckstone), Mike Kellin (Raivel Melamed), Boyd 'Red' Morgan (Frank), Milton Selzer (Rabbi Reb Elya)

## A Knight to Remember
- Prima televisiva: 9 dicembre 1961
- Diretto da: Andrew V. McLaglen
- Scritto da: Robert Dozier, Don Miguel Cervantes

### Trama
- Guest star: Hans Conried (Don Esteban Caloca), Robert Carricart (Dirty Dog), Dolores Donlon (Dukinea Caloca), Wright King (Alessandro Caloca)

## Blind Circle
- Prima televisiva: 16 dicembre 1961

### Trama
- Guest star: Ellen Atterbury (Mrs. Madison), Susan Davis (Sarah Allison), Gerald Gordon, Bob Jellison (Parsons), Harrison Lewis (Simpson), Hank Patterson (Jess Larker)

## The Kid
- Prima televisiva: 23 dicembre 1961
- Diretto da: Elliot Silverstein
- Scritto da: Joanne Court

### Trama
- Guest star: Kam Tong (Kim "Hey Boy" Chan), Jacques Aubuchon (Moriarity), Eleanor Audley (insegnante), Roy Engel (barista), Flip Mark (Silver Strike), Ollie O'Toole (Barber)

## Squatter's Rights
- Prima televisiva: 30 dicembre 1961
- Diretto da: Richard Boone
- Scritto da: Harry Julian Fink

### Trama
- Guest star:

## Lazarus
- Prima televisiva: 6 gennaio 1962
- Diretto da: Andrew V. McLaglen

### Trama
- Guest star: John Alderson (Doggett), Don Beddoe (Salem Wagner), Larry Breitman, Alan Carney (Teague), Betsy Hale (Anne Marie), William Schallert (Burchfield)

## Justice in Hell
- Prima televisiva: 13 gennaio 1962

### Trama
- Guest star: Dabbs Greer (Doc Halop), Chris Alcaide (Big Fontana), L. Q. Jones (Little Fontana), Gerald Gordon, Strother Martin (Boise Packard), Kam Tong (Hey Boy), Gaylord Cavallaro

## Mark of Cain
- Prima televisiva: 20 gennaio 1962
- Diretto da: Andrew V. McLaglen
- Scritto da: Shimon Wincelberg

### Trama
- Guest star: Roy Barcroft (Jake Trueblood), Kam Tong (Hey Boy), Philip Coolidge (Avatar), Olive Carey (donna), Rick Silver (Harrison), Dale Ishimoto (Temuchin), Iphigenie Castiglioni (Pina)

## The Exiles
- Prima televisiva: 27 gennaio 1962

### Trama
- Guest star: Bob Hopkins (Crocker), Gerald Price (generale Ortega), Jay Novello (Count Casares), Vivi Janiss (contessa Casares), Richard Bermudez (Lupo), Joan Tabor

## The Hunt
- Prima televisiva: 3 febbraio 1962
- Diretto da: Andrew V. McLaglen
- Scritto da: Herman Groves

### Trama
- Guest star: Kam Tong (Kim "Hey Boy" Chan), Joan Elan (Vanessa Stuart), Edward Faulkner (tenente Brager), Leonid Kinskey (Prince Radchev), John Mitchum, Hank Patterson (Jesse)

## Dream Girl
- Prima televisiva: 10 febbraio 1962
- Diretto da: Richard Boone
- Scritto da: Peggy Shaw, Lou Shaw

### Trama
- Guest star: Chuck Couch (Saddlemaker), Joseph Dimmitt (Jeweler), Peggy Ann Garner (Ginger), Fred Hakim (Becket), Hal Needham (Buddy)

## One, Two, Three
- Prima televisiva: 17 febbraio 1962
- Diretto da: William Conrad
- Scritto da: Robert E. Thompson

### Trama
- Guest star: Robert F. Simon (Samuel Keel), Kam Tong (Kim "Hey Boy" Chan), Lloyd Corrigan (Carl Wellsley), Dorothy Dells (ragazza), Jack Elam (Arnold Shaffner (Jack Elam), Eve McVeagh (Katherine), Barbara Pepper (Della), Dean Smith (conducente), William Woodson (Barker)

## The Waiting Room
- Prima televisiva: 24 febbraio 1962

### Trama
- Guest star: Kam Tong (Kim "Hey Boy" Chan), George Cisar (Marshal), Byron Foulger (Undertaker), James Griffith (Dave Wilder), Harry Dean Stanton (Slim Wilder)

## The Trap
- Prima televisiva: 3 marzo 1962
- Diretto da: Frank R. Pierson
- Scritto da: Archie Lawrence

### Trama
- Guest star: Kam Tong (Kim "Hey Boy" Chan), Crahan Denton (Marshal Jim Buell), Jeanette Nolan (Jeri Marcus), Ed Peck (Roy Bissell), Frank Sutton (Davey Walsh)

## Don't Shoot the Piano Player
- Prima televisiva: 10 marzo 1962
- Diretto da: William Conrad
- Scritto da: Shimon Wincelberg

### Trama
- Guest star: Fintan Meyler (Emily (Emily Eubanks), George Kennedy (Big Jim), James T. Callahan (Albert), Virginia Gregg (Big Nellie), Mike Mazurki (JoJo)

## Alice
- Prima televisiva: 17 marzo 1962
- Diretto da: Gary Nelson
- Scritto da: Gene Roddenberry

### Trama
- Guest star: Jean Engstrom (Maya (Maya Ferguson), Richard Shannon (Morgan (Eli Morgan), Perry Cook (Mr. Briggs), William Stevens (Reverend), Mary Gregory (Mrs. Briggs), Chuck Couch (Kincaid), Wayne Burson (uomo), Joe Yrigoyen (conducente), Katie Regan (Young Lady), Jeanette Nolan (Alice)

## The Man Who Struck Moonshine
- Prima televisiva: 24 marzo 1962
- Diretto da: Andrew V. McLaglen
- Scritto da: Barry Trivers

### Trama
- Guest star: William Conrad (Moses Kadish), Phyllis Avery (Mrs. Kadish (Sylvia Kadish)

## Silent Death, Secret Death
- Prima televisiva: 31 marzo 1962
- Diretto da: Andrew V. McLaglen
- Scritto da: Jack Laird

### Trama
- Guest star: Robert Emhardt (Hodges (Sam Hodges), Michael Pate (Chief), Shug Fisher (Wilhoit), John Holland (colonnello), Regina Gleason (Beatrice), Russ Bender (Arthur), Kam Tong (Hey Boy)

## Hobson's Choice
- Prima televisiva: 7 aprile 1962
- Diretto da: Andrew V. McLaglen
- Scritto da: Robert E. Thompson

### Trama
- Guest star: Parley Baer (Thurber), Olan Soule (Cartwright), Ollie O'Toole (ubriaco), Milton Selzer (Nobel (Alfred Nobel), Titus Moede (Hartman), Harrison Lewis (Barber), Jan Peters (Carriage Maker), Frenchie Guizon (uomo), Kam Tong (Kim "Hey Boy" Chan), Shawn Michaels (marito)

## Coming of the Tiger
- Prima televisiva: 14 aprile 1962
- Diretto da: Andrew V. McLaglen
- Scritto da: Anthony Wilson

### Trama
- Guest star: Marc Marno (Minoro), Teru Shimada (Takara), James Hong (prete), Bob Okazaki (Osata), Fuji (Samurai), Gerald Milton (Sam), William Wellman, Jr. (Billy), Beulah Quo (Mrs. Osata), Setsuko Yamaji (Tikara)

## Darwin's Man
- Prima televisiva: 21 aprile 1962
- Diretto da: William Conrad
- Scritto da: Archie L. Tegland

### Trama
- Guest star: Kent Smith (Avery Coombs), Buzz Martin (Tully Coombs), Bud Osborne (Hostler), Robert Dornan (Dandy), Kam Tong (Kim "Hey Boy" Chan), Richard Rust (Jayce (Jayce Coombs)

## Invasion
- Prima televisiva: 28 aprile 1962
- Diretto da: Andrew V. McLaglen
- Scritto da: Peggy Shaw, Lou Shaw

### Trama
- Guest star: Robert Gist (Gavin O'Shea), Lew Brown (Michael Mahoney), Doug Lambert (Danny Mahoney), Roy Roberts (sceriffo), Robert Gibbons (Ufficiale Governo), Vicki Benet (donna francese)

## Cream of the Jest
- Prima televisiva: 5 maggio 1962
- Diretto da: Richard Donner
- Scritto da: Shimon Wincelberg

### Trama
- Guest star: Stanley Adams (Caleb (Caleb Musgrove), Catherine McLeod (Nora (Nora Musgrove), Peter Brocco (Young Husband), Naomi Stevens (Mrs. Kafka), Shawn Michaels (Croony), Jeff Davis (Blessington), Kam Tong (Kim "Hey Boy" Chan)

## Bandit
- Prima televisiva: 12 maggio 1962
- Diretto da: Richard Boone
- Soggetto di: Joanne Court

### Trama
- Guest star: Natalie Norwick (Sandy), Bob Alder (sceriffo), Jerry Gatlin (Deputy), Hal Needham (Deputy), Chuck Couch (Earl), Bob Woodward (Floyd), Kam Tong (Hey Boy)

## Pandora's Box
- Prima televisiva: 19 maggio 1962
- Diretto da: Andrew V. McLaglen
- Scritto da: Archie L. Tegland

### Trama
- Guest star: Martin West (Billy Joe), Mary Munday (Decora), Lorna Thayer (Hanna), Robert J. Stevenson (Woody), Ken Curtis (Lucky Laski), Lewis Martin (Client), James Brothers (Jon)

## Jonah and the Trout
- Prima televisiva: 26 maggio 1962
- Diretto da: Andrew V. McLaglen
- Scritto da: Peggy Shaw, Lou Shaw

### Trama
- Guest star: Harry Carey, Jr. (Jonah Quincy), Hank Patterson (Barton), Jerry Summers (Orrie), John Mitchum (Sanders), Ross Sturlin (Angel), Bill Mumy (ragazzo), Kam Tong (Hey Boy)

## The Knight
- Prima televisiva: 2 giugno 1962
- Diretto da: Fred H. Jackman
- Scritto da: John D. F. Black

### Trama
- Guest star: Jay Novello (Otto (Otto von Albrecht), Jean Inness (Pegine), Will Corry (Frome (Carl Frome), Charles Kuenstle (Waco), Kam Tong (Hey Boy)